# Kiwi d'Okarito
Apteryx rowi
Espèce
Statut de conservation UICN

 VU D1 : Vulnérable
Le Kiwi d'Okarito (Apteryx rowi), également connu sous le nom de Rowi, est une espèce d'oiseaux de la famille des kiwis (Apterygidae), décrit comme une nouvelle espèce en 2003.
Celle-ci fait partie de l'ensemble des kiwis bruns ; elle est morphologiquement très semblable aux autres espèces de ce groupe. On la trouve dans un secteur restreint de la forêt d'Okarito, sur la côte occidentale de l'île du sud de la Nouvelle-Zélande. Sa population est estimée à seulement 600 individus. Son statut de conservation est considéré comme « critique à une échelle nationale ». Les efforts de conservation tels que la régulation des populations d'hermines ont partiellement réussi à reconstituer la population de rowis. Cependant, cette espèce demeure toujours à un seuil critique et son existence est encore menacée. La prédation, principalement due à des animaux importés telles que les hermines, reste toujours la première menace pesant sur le Rowi, juste avant la dégradation de son habitat.

## Systématique
L'espèce Apteryx rowi a été décrite en 2003 par Alan J. D. Tennyson (d), Ricardo Luis Palma (d), Hugh Alexander Robertson (d), Trevor Henry Worthy (d) et Brian James Gill (d).

## Répartition

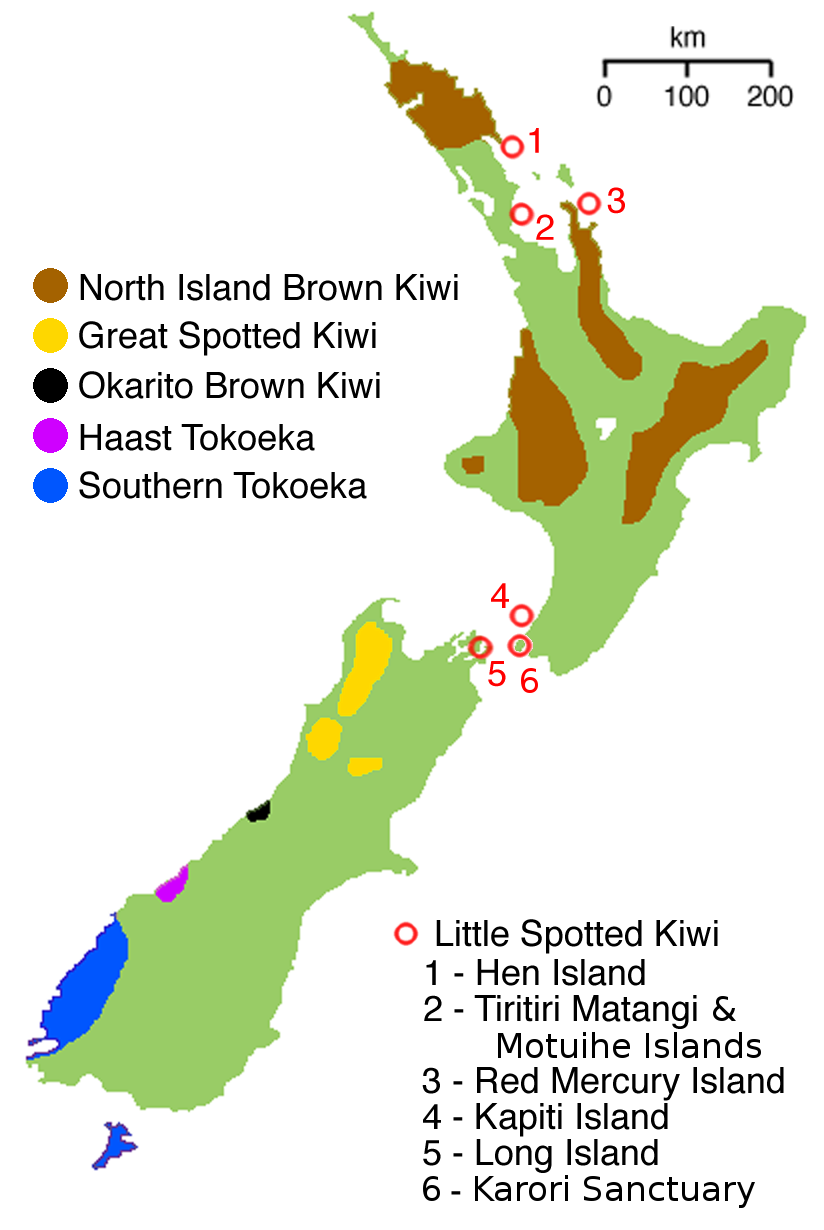
Répartition (tache noire).

Le 29 juin 2010, trois couples de kiwis d'Okarito ont été relâchés sur l'île Blumine (dans les Marlborough Sounds) dans le cadre d'un programme de reproduction.

## Publication originale
- (en) Tennyson, Alan J. D., Palma, Ricardo L., Robertson, Hugh A., Worthy, Trevor H. et Gill, B. J., « A New Species of Kiwi (Aves, Apterygiformes) from Okarito, New Zealand », Records of the Auckland Museum, Musée du mémorial de guerre d'Auckland, vol. 40,‎ 2003, p. 55-64 (ISSN 1174-9202, 2422-8567 et 3021-3576, JSTOR 42905863, lire en ligne).